# Patrimoine d'affectation
En droit civil, le patrimoine d'affectation est le terme utilisé pour désigner le patrimoine autonome qui n'est pas rattaché à une entité ayant la personnalité juridique, dont notamment le patrimoine d'une fiducie. Pendant longtemps, les théoriciens du droit civil ont eu de la difficulté à conceptualiser comment une entité qui n'est ni une personne physique, ni une personne morale pouvait avoir son propre patrimoine, puisqu'ils supposaient que la notion de patrimoine était indissociable de la notion de personne. Pour résoudre cette difficulté, la notion de patrimoine d'affectation a été créée. Cette conceptualisation était devenue nécessaire en réaction à l'influence importante des trusts de la common law. 
La notion de patrimoine d'affectation aurait été d'abord mise de l'avant par le juriste français Pierre Lepaulle, en se fondant sur le Zweckvermögen du droit allemand. 

## Droit par État

### Droit français
C'est la loi du 15 juin 2010 (entrée en vigueur le 1er janvier 2011) relative à l'EIRL qui introduit en droit français le mécanisme du patrimoine d'affectation. Cela permet à une même personne physique de disposer d'un patrimoine professionnel complètement séparé et autonome de son patrimoine personnel ,sans recours à la création de société. 

### Droit québécois
Le patrimoine d'affectation est décrit à aux articles 2, 302 et 1261du Code civil du Québec :

« 2. Toute personne est titulaire d’un patrimoine.
Celui-ci peut faire l’objet d’une division ou d’une affectation, mais dans la seule mesure prévue par la loi. »

« 302. Les personnes morales sont titulaires d’un patrimoine qui peut, dans la seule mesure prévue par la loi, faire l’objet d’une division ou d’une affectation. Elles ont aussi des droits et obligations extrapatrimoniaux liés à leur nature. »

« 1261. Le patrimoine fiduciaire, formé des biens transférés en fiducie, constitue un patrimoine d’affectation autonome et distinct de celui du constituant, du fiduciaire ou du bénéficiaire, sur lequel aucun d’entre eux n’a de droit réel. »

En outre, le titre sixième du livre des biens du Code civil (art. 1256-1298 C.c.Q.) s'intitule « de certains patrimoine d'affectation ».
Selon le professeur Sylvio Normand, « un patrimoine d’affectation, suivant le droit québécois, s’entend généralement d’un patrimoine autonome non rattaché à un sujet de droit ».
Il existe aussi la notion distincte de patrimoine de division, qui correspondrait davantage au patrimoine d'une société en nom collectif, d'après les professeurs Antaki et Bouchard.